# Юніоністська партія Ольстера
Ольстерська юніоністська партія або Юніоністська партія Ольстера (англ. Ulster Unionist Party) — політична партія, що діє в Північній Ірландії. Виступає за збереження Ольстера у складі Великої Британії.
Партія була заснована в 1905 році і спочатку називалася Ірландська юніоністська партія. Довгий час партія була провідною політичною організацією в Північній Ірландії, а її представники займали вищі адміністративні посади в Північній Ірландії до початку 1970-х. ОЮП також довгий час була тісно пов'язана з Помаранчевим орденом. У 70-ті роки від партії відколовся ряд інших юніоністських організацій, найвідоміша з яких — Демократична юніоністська партія.
Партія брала участь у розробці Белфастської угоди 1998 року. Після невдачі партії на парламентських виборах 2005 року, коли в Палату громад був обраний один депутат, який залишив ОЮП на початку 2010 року, в партії змінилося керівництво, і новим лідером став Рег Емпі. У 2009 році партія створила загальну передвиборчу платформу з Консервативною партією Великої Британії, кандидати якої не беруть активної участі у виборах в Північній Ірландії. Новий союз отримав назву «Ольстерські консерватори і юніоністи — Нова сила». На виборах до Європарламенту у 2009 році блок отримав один депутатський мандат з трьох місць для Північної Ірландії (всього для Великої Британії в ЄП виділено 72 місця). У складі нового союзу партія невдало виступила на парламентських виборах у Великої Британії 2010 року, не отримавши жодного депутатського місця.
У Асамблеї Північної Ірландії ОЮП має 18 з 108 депутатських мандатів.